# Marcantonio IV Borghese
Marcantonio IV Borghese (ur. 1730 w Rzymie, zm. 1800 tamże) – włoski arystokrata i kolekcjoner sztuki pochodzący z rzymskiej odnogi rodu Borghese.

## Biografia
Marcantonio IV Borghese urodził się Rzymie w 1730 roku. Popierał Napoleona Bonapartego, był ojcem Camillo Filippo Ludovico Borghese, męża (od 1803) Pauliny Bonaparte.
Książę Marcantonio rozpoczął przekształcenia rodzinnej rzymskiej willi i okolic w ogrody w stylu angielskich krajobrazów ogrodowych. W 1775 pod kierunkiem architekta Antonia Asprucciego odnowił wnętrza Willi Borghese, zarządzając zmianę wystroju na klasycystyczny. Urządzono dwadzieścia pomieszczeń, dostosowując ich wystrój do zebranej i prezentowanej kolekcji dzieł sztuki. Prace objęły też: kościół, fontannę konika morskiego, ogród nad jeziorem, hipodrom, muzeum Gabino. Borghese zatrudnił do ozdobienia wnętrz freskami zwierząt, m.in. Wenzela Petera.
Marcantonio, podobnie jak przodkowie, zbierał rzeźby do kolekcji. Część z nich nakazał umieścić dookoła Willi Borghese. W 1785 roku zamówił u Berniniego rzeźbę Apollo i Dafne, którą potem kazał przenieść do swojego pokoju.
Żeniąc się z Anną Marią Salviati, arystokrata nabył tytuły i przejął prawa majątkowe Salviatich.
Zmarł w Rzymie w 1800 roku.